# La Florida (Santa Perpètua de Mogoda)
La Florida és una entitat de població pertanyent al terme municipal de Santa Perpètua de la Mogoda. El nucli es caracteritza per ser una ciutat jardí, és a dir, cases de planta baixa amb un jardí. El nombre d'habitants és de 24000. Dins d'aquesta s'hi ubica l'única estació de tren de la línia R3 (l'Hospitalet de Llobregat-La Tour de Querol) Santa Perpètua de Mogoda La Florida, i des del 2022 també l'estació de Santa Perpètua de Mogoda Riera de Caldes de la línia R8.25/06/2022
El el projecte de ciutat jardí es va presentar el 1925 i es va obtenir el permís el 1926. L'estació de tren no es va començar a fins al 1931 i va estar operativa el 1934. Abans de la Guerra Civil s'havien venut unes 60 cases.